# Pfarrhaus (Pitzling)

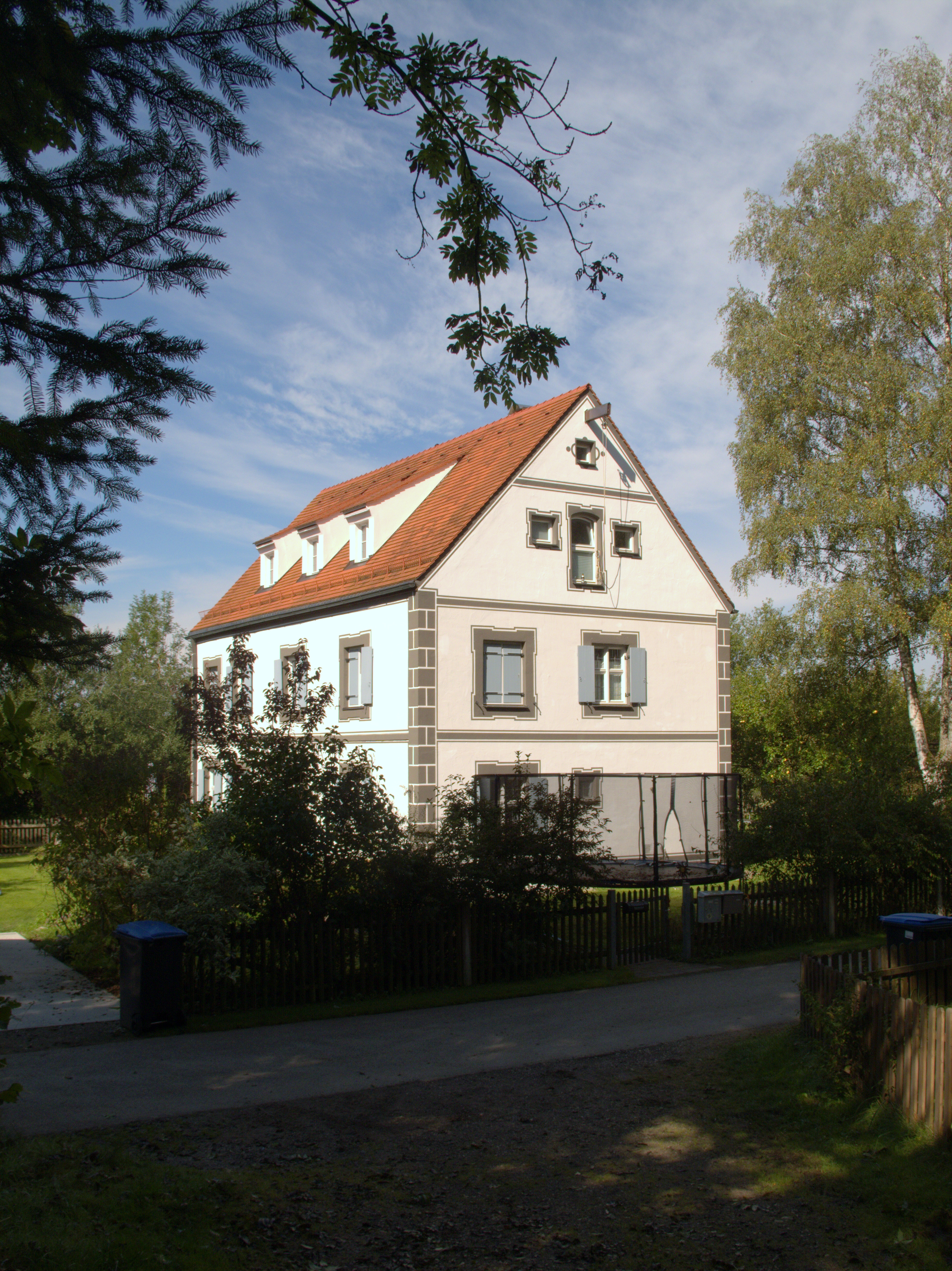
Ehemaliges Pfarrhaus in Pitzling

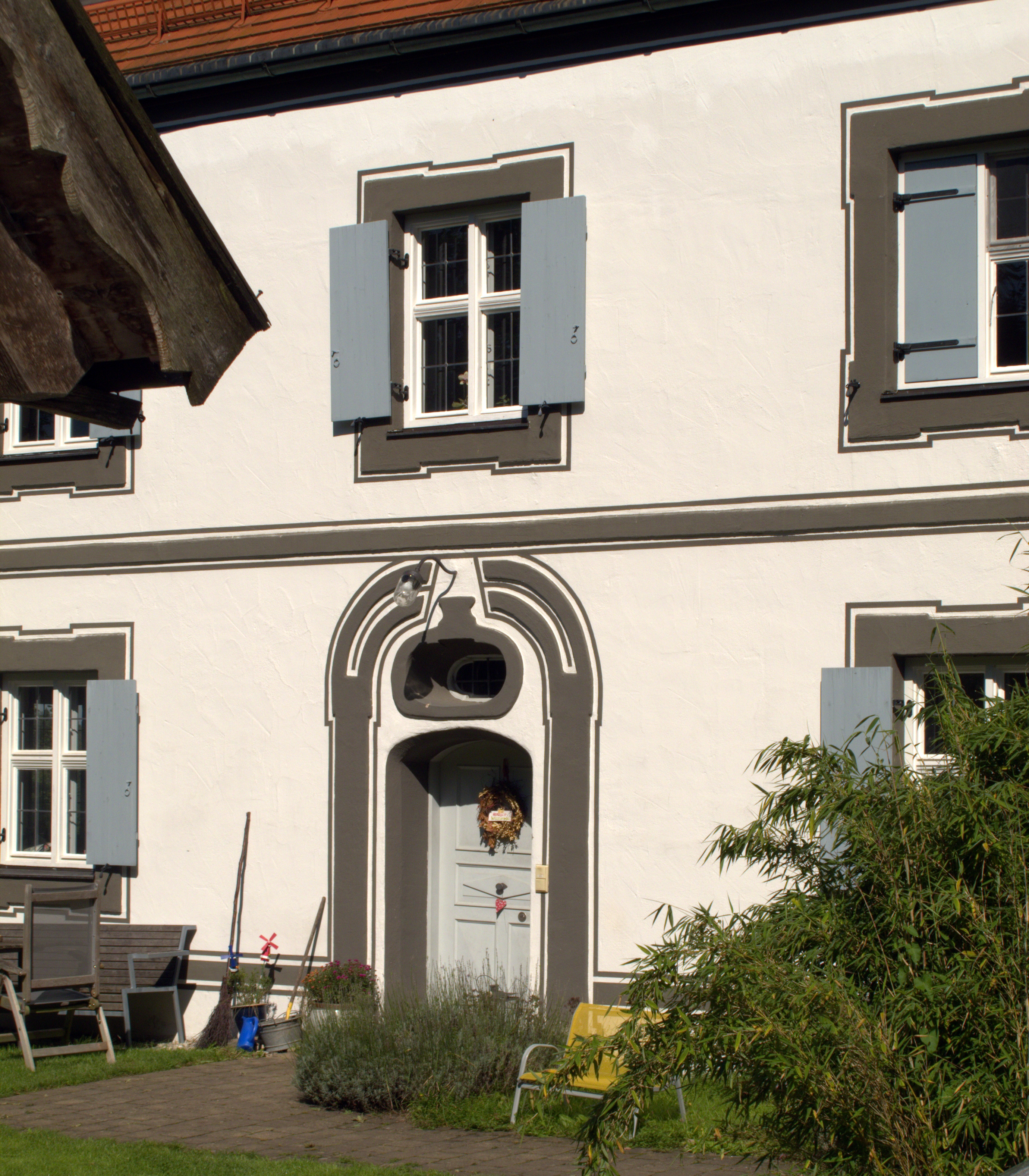
Portal

Das Pfarrhaus in Pitzling, einem Stadtteil von Landsberg am Lech im oberbayerischen Landkreis Landsberg am Lech, wurde 1701 errichtet. Das ehemalige Pfarrhaus an der Schloßleite 2 ist ein geschütztes Baudenkmal.
Der zweigeschossige Satteldachbau mit Putzdekoration und zwei zu vier Fensterachsen wurde wohl von Johann Schmuzer errichtet. Die Gliederungselemente bestehen aus gemalter Eckquaderung, Stockwerk-, Trauf- und Giebelgesimsen und geohrten Fensterfaschen. Der korbbogige Eingang an der nördlichen Traufseite wird von einem aufgemalten Portalbogen mit stilisiertem Sprenggiebel überfangen. Das querliegende Ovalfenster über der Tür liegt hinter einer tiefen Laibung. Im Westgiebel gibt es eine rechteckige Ladeluke, die von zwei querrechteckigen Öffnungen flankiert wird. An der Nord- und Ostseite gibt es barocke Kreuzstockfenster mit Bleiverglasung. In den Räumen des Obergeschosses befinden sich Voutendecken.
Das dazugehörige Waschhaus, ein eingeschossiger Satteldachbau, wurde um 1741/44 errichtet.